# اودنافیل
اودنافیل (انگلیسی: Udenafil) (با نام تجاری Zydena) یک دارو از دسته مهارکننده های PDE5 (مانند سیلدنافیل، تادالافیل و واردنافیل) است که مانند سایر مهارکننده های PDE5، برای درمان اختلال نعوظ به کار میرود.